# Sambirejo (Rejoso)
Sambirejo is een bestuurslaag in het regentschap Pasuruan van de provincie Oost-Java, Indonesië. Sambirejo telt 3212 inwoners (volkstelling 2010).